# Dionigi di Vienne
Dionigi di Vienne (... – IV secolo) fu il sesto vescovo di Vienne.
La tradizione agiografica ne fa risalire l'episcopato al II secolo, ma sarebbe invece vissuto nel IV.

## Culto
Nella serie dei vescovi di Vienne ricostruita da Adone, Dionigi occupa il sesto posto, dopo Giusto.
Secondo la tradizione, faceva parte del gruppo di dieci missionari inviati da papa Sisto I a evangelizzare le Gallie; alcune fonti lo dicono, erroneamente, martire. L'episcopato di Dionigi, in realtà, non risalirebbe al II secolo, ma al IV.
La sua festa era collocata all'8 maggio nel Martirologio romano, ma nell'edizione riformata a norma dei decreti del Concilio Vaticano II e promulgata da papa Giovanni Paolo II il suo elogio si legge al 9 maggio.